# Parafia Niepokalanego Poczęcia Najświętszej Maryi Panny w Gowidlinie
Parafia Niepokalanego Poczęcia Najświętszej Marii Panny w Gowidlinie – rzymskokatolicka parafia w Gowidlinie. Należy do dekanatu sierakowickiego znajdującego się w diecezji pelplińskiej. Erygowana w 1866 roku.
Parafia obchodzi również odpust Matki Boskiej Szkaplerznej. Jej proboszczem jest ks. Leszek Knut.

## Obszar parafii
Do parafii należą wsie: Borowy Las, Dolina Jadwigi, Gowidlino, Kowale, Kamionka Gowidlińska, Łyśniewo Sierakowickie, Smolniki, Stara Huta, Widna Góra.